# Deighton, York
Deighton är en ort och civil parish i Storbritannien.   Den ligger i kommunen City of York och riksdelen England, i den centrala delen av landet, 270 km norr om huvudstaden London. Deighton ligger 12 meter över havet och antalet invånare är 308.
Terrängen runt Deighton är mycket platt. Runt Deighton är det ganska tätbefolkat, med 134 invånare per kvadratkilometer. Närmaste större samhälle är York, 6,7 km norr om Deighton. Trakten runt Deighton består till största delen av jordbruksmark.